# 凝光
凝光是米哈遊開發電子遊戲《原神》中的虛構角色，為2020年遊戲公測後首批可玩角色之一。她是遊戲中管理虛構國家璃月的組織「璃月七星」的成員之一，當地人尊稱為「天權星」。凝光的中文配音為杜冥鸦，日文配音為大原沙耶香，韓文配音為郭奎媄，英文配音為艾琳·埃伯斯。

## 創作及設計
凝光是2020年3月《原神》內測期間推出的角色，她是米哈遊第一個公開資料的岩元素角色，米哈遊在社交平台公佈了角色的設定，凝光是管理璃月的組織「璃月七星」之一，是七星中最擅長社交的名媛。同時她是璃月港的富商，在璃月上空修建了浮空宮殿「群玉閣」。她經常盛裝出場，衣裳以珍稀寶石和礦物編織而成，戴著過肘長的手套和金色的指甲套。一頭長髮及腰，部分秀髮盤成髻以簪固定，大腿處還有紅色的紋身。
凝光在遊戲主線劇情的璃月篇登場，是該篇章的重要角色。她也是璃月地區角色中最早擁有新服飾的角色之一。2022年1月上線的遊戲2.4版本中，製作組給凝光推出了新服飾「紗中幽蘭」，造型為绀藍色的連衣裙。玩家只需完成「海燈節」期間活動就能獲得凝光的新服飾。新服飾正式上線後被玩家發現和原本形象相比缺少了「蝴蝶背」，粉絲們聯想起同時期米哈遊以政府審查為由修改部分角色服飾，推斷凝光的新服飾也受到審查。後來官方澄清是設計錯誤，並在遊戲2.5版本修復。2.4遊戲版本也更新了凝光的角色劇情，玩家的冒險等階達到28級且完成主線「風起鶴歸」才能解鎖相關劇情。角色劇情中凝光會聘請玩家為她安排一天的行程，兩人有更多的互動，期間玩家能了解到凝光過去的經歷和當下日常的工作。

## 作品中表現

### 角色故事
凝光是管理璃月的組織「璃月七星」成員之一，當地人尊稱為「天權星」，主要負責完善璃月的法律條文。凝光是璃月首屈一指的富商，雖然喜好錢財，但是取之有道。她將大部分的財富都用於建設懸浮於璃月港上空的「群玉閣」，多年經營下群玉閣儼然成為一座飛行宮殿。在擊敗甦醒的漩渦之魔神奧賽爾期間，群玉閣墜毀。後來凝光幾經籌劃，再次重建群玉閣。凝光的美貌和名聲傳遍七國，引來不少傾慕者來訪，在凝光長袖善舞下，不曾得罪任何一人。

### 角色玩法
《原神》公測之後，玩家可以在遊戲中透過祈願的方式讓凝光加入隊伍。又或者在2021年2月和2022年1月的遊戲活動「海燈節」中達成某些條件直接邀約凝光加入隊伍。凝光在遊戲中是一個岩元素的法器使用者，她的定位多樣，可以作為進攻型、防禦型或輔助型角色。在荒瀧一斗上線之前，凝光是岩元素角色中傷害輸出最高的，她的元素戰技能召喚「璇璣屏」，在阻擋敵人遠程攻擊時，還能造成範圍岩元素傷害。作為善於收集情報的商人，這能讓她在冒險期間給旅行者（玩家）指出礦脈的位置。

## 反響及評價
Game Rant認為凝光是《原神》的標誌性角色之一，她和刻晴是璃月地區出身的角色中最受玩家歡迎的角色。在早期遊戲主線劇情中，凝光為了擊敗漩渦之魔神，犧牲了群玉閣，有角色粉絲為此發起了「群玉閣重建計劃」，引來上百萬玩家的響應和支持。而在遊戲2.4版本中，製作組推出的新主線劇情就是重建群玉閣，而且還推出凝光的新服飾，一時間凝光被認為是《原神》的「親女兒」。部分商家如Apex-Toys推出凝光的手办，造型是坐在太師椅上抽煙的凝光，還有一套由屏風和燈籠組成的背景擺設。
在角色玩法方面，遊戲媒體普遍認為凝光是一個優秀的進攻型角色，在培養之後可以有可觀的傷害輸出。遊戲日報編輯南山虎表示自遊戲1.3版本加強了岩元素角色的組隊共鳴效果之後，岩元素角色的傷害輸出得到很大的提升，「凝光以其高倍率技能伤害、高爆发输出特性而成了玩家手中的香饽饽」，但是角色的培養成本也很高。Game Rant的編輯認為凝光在加強命之座後，完全可以比得上五星角色，她是遊戲中最好的進攻輔助角色之一，元素爆發使用條件較低，可以在戰鬥中頻繁使用。斯科特·文格爾認為凝光雖然有很高的傷害輸出潛力，但是她始終是四星角色，玩家通常會在獲得五星角色的情況下替換掉她。她的技能可以增加岩元素角色的能力，同時也是一個局限，如果玩家沒有其他合適的岩元素角色，就無法獲得這部分增益。

## 備註
1. ↑  人在後背無贅肉時，兩個肩胛骨會顯得較為明顯，在背部看起來像蝴蝶翅膀，這個情況被稱為「蝴蝶背」。
2. ↑  法器是遊戲中的一種武器類型，形態有魔法書、玉器等。